# 1759
1759 (MDCCLIX) byl rok, který dle gregoriánského kalendáře započal pondělím.

## Události
- 15. ledna – Britské muzeum bylo zpřístupněno veřejnosti.
- 10. srpna – Po 13 letech vlády zemřel španělský král Ferdinand VI. a na trůn nastoupil jeho nevlastní bratr Karel III.
- 13. září – Britové porazili francouzské vojsko v bitvě na Abrahamových pláních a obsadili Québec.
- Skotský ekonom Adam Smith vydal svou první práci Teorie mravních citů (The Theory of Moral Sentiments).
- Francouzský filozof Voltaire vydal novelu Candide.
- Byly ukončeny Džúngarsko-čchingské války mezi Džungarským chanátem a říší Čching.

### Probíhající události
- 1754–1763 – Francouzsko-indiánská válka
- 1756–1763 – Sedmiletá válka

## Narození

### Česko
- 21. ledna – Alois Josef Krakovský z Kolovrat, šlechtic a arcibiskup († 28. března 1833)
- 5. března – Josef Jiří Trassler, tiskař a vydavatel († 23. června 1816)
- 6. května – Josef Karel Ambrož, operní zpěvák a skladatel († 8. října 1822)
- 20. června – Tomáš Fryčaj, kněz, národní buditel a spisovatel († 28. června 1839)
- 19. července – Leopold I. Berchtold, cestovatel a filantrop († 26. července 1809)
- 26. července – František Jakub Jindřich Kreibich, kněz, kartograf a astronom († 17. prosince 1833)
- 27. listopadu – František Kramář, hudební skladatel († 8. ledna 1831)

### Svět

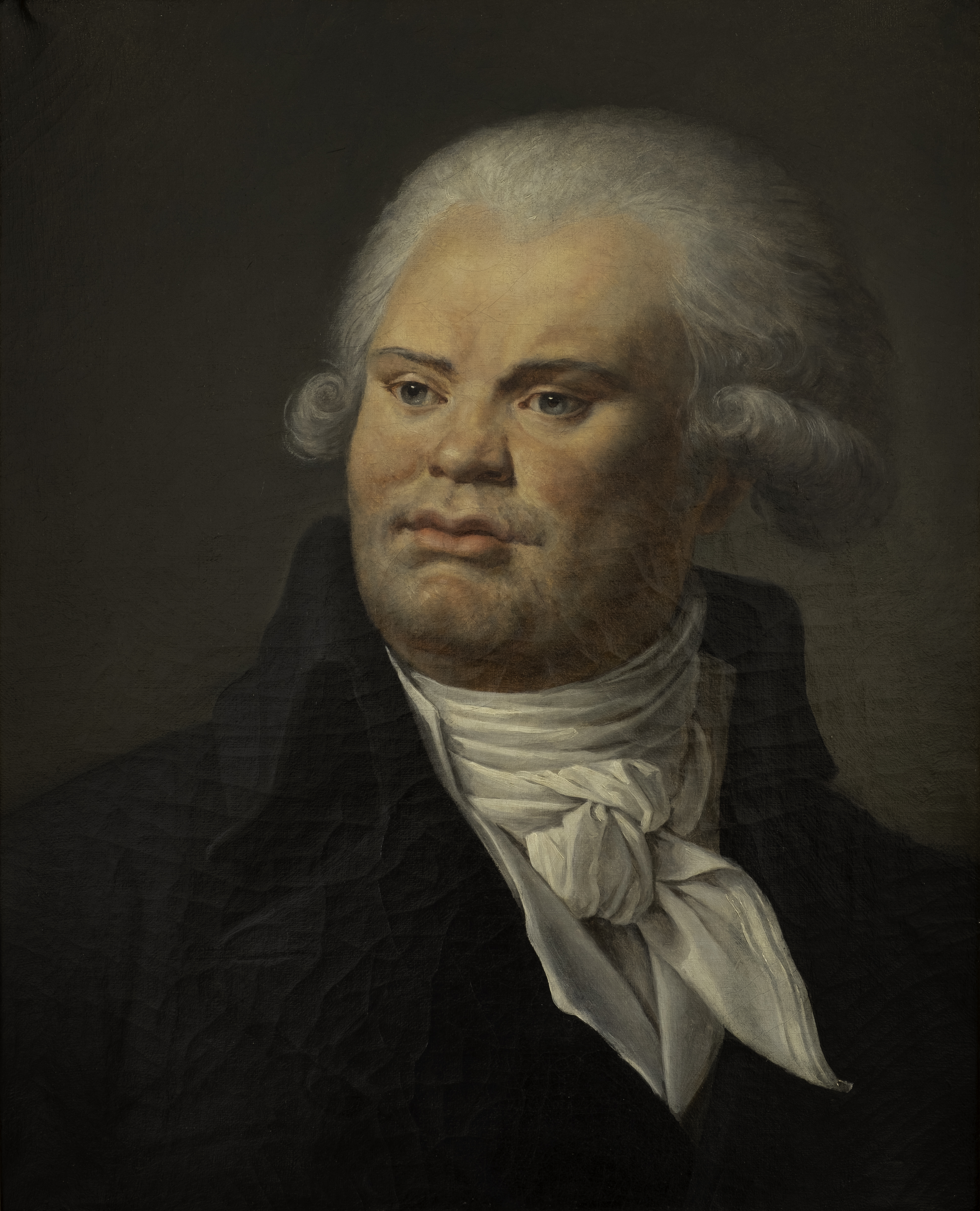
Georges Danton (* 26. října)

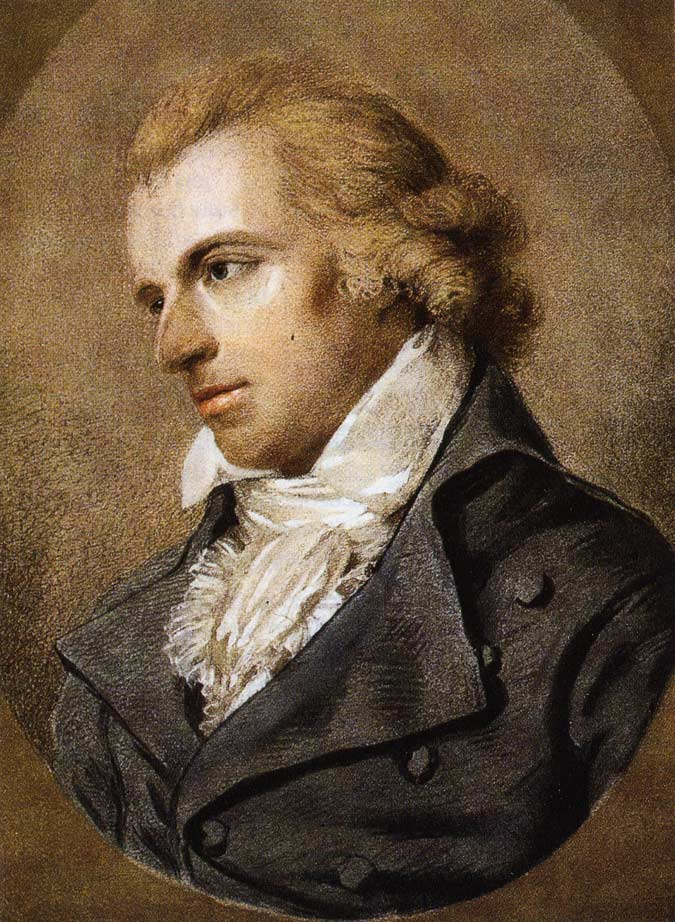
Friedrich Schiller (* 10. listopadu)

- 5. ledna – Jacques Cathelineau, francouzský roajalistický generál († 11. července 1793)
- 25. ledna – Robert Burns, skotský básník († 21. července 1796)
- 15. února – Friedrich August Wolf, německý klasický filolog († 8. srpna 1824)
- 22. února – Claude-Jacques Lecourbe, francouzský generál († 22. října 1815)
- 22. března – Hedvika Šlesvicko-Holštýnsko-Gottorpská, švédská královna († 20. června 1818)
- 27. dubna – Mary Wollstonecraft, britská spisovatelka a feministka († 10. září 1797)
- 14. května – Alois I. z Lichtenštejna, lichtenštejnský kníže († 24. března 1805)
- 21. května – Joseph Fouché, francouzský revoluční politik († 25. prosince 1820)
- 28. května – William Pitt, britský politik († 23. ledna 1806)
- 2. července – Antoine Balthazar Joseph, baron d'André, francouzský roajalistický politik († 16. července 1825)
- 24. července – Viktor Emanuel I., sardinský král († 10. ledna 1824)
- 7. srpna – Christian Hermann Benda, německý herec a operní pěvec († 30. listopadu 1805)
- 24. srpna – William Wilberforce, britský politik a filantrop († 29. července 1833)
- 31. srpna – Joseph Armand von Nordmann, rakouský podmaršálek († 6. července 1809)
- 19. září – William Kirby, anglický entomolog († 4. července 1850)
- 25. října
  - William Wyndham Grenville, britský státník († 12. ledna 1834)
  - Žofie Dorota Württemberská, manželka cara Pavla I. († 5. listopadu 1828)
- 26. října – Georges Jacques Danton, jeden z vůdců francouzské revoluce († 5. dubna 1794)
- 27. října – Ferenc Kazinczy, maďarský šlechtic a jazykovědec († 23. srpna 1831)
- 10. listopadu – Friedrich Schiller, německý spisovatel, básník, dramatik († 9. května 1805)
- 20. listopadu – Mikuláš Zmeškal, slovenský skladatel a úředník († 26. června 1833)
- 14. prosince – Carl Erik Mannerheim, finsko-švédský šlechtic a politik († 15. ledna 1837)
- 27. prosince – Andrej Kralovanský, slovenský pedagog, literární pracovník, přírodovědec a entomolog († 14. listopadu 1809)
- neznámé datum – Philibert Borie, francouzský lékař, pařížský starosta († 1832)

## Úmrtí

### Česko
- 21. ledna – Jan Rudolf Špork, pomocný biskup pražský, sběratel a kreslíř (* 27. března 1695 nebo 1696)
- 2. května – Alanus Plumlovský, katolický kněz a hudební skladatel (* 18. ledna 1703)
- 22. května – Jiří Antonín Heinz, barokní sochař (* 24. března 1698)
- 20. června – Mořic Adolf Sachsen-Zeits, biskup královéhradecký a litoměřický ( 1. prosince 1702)

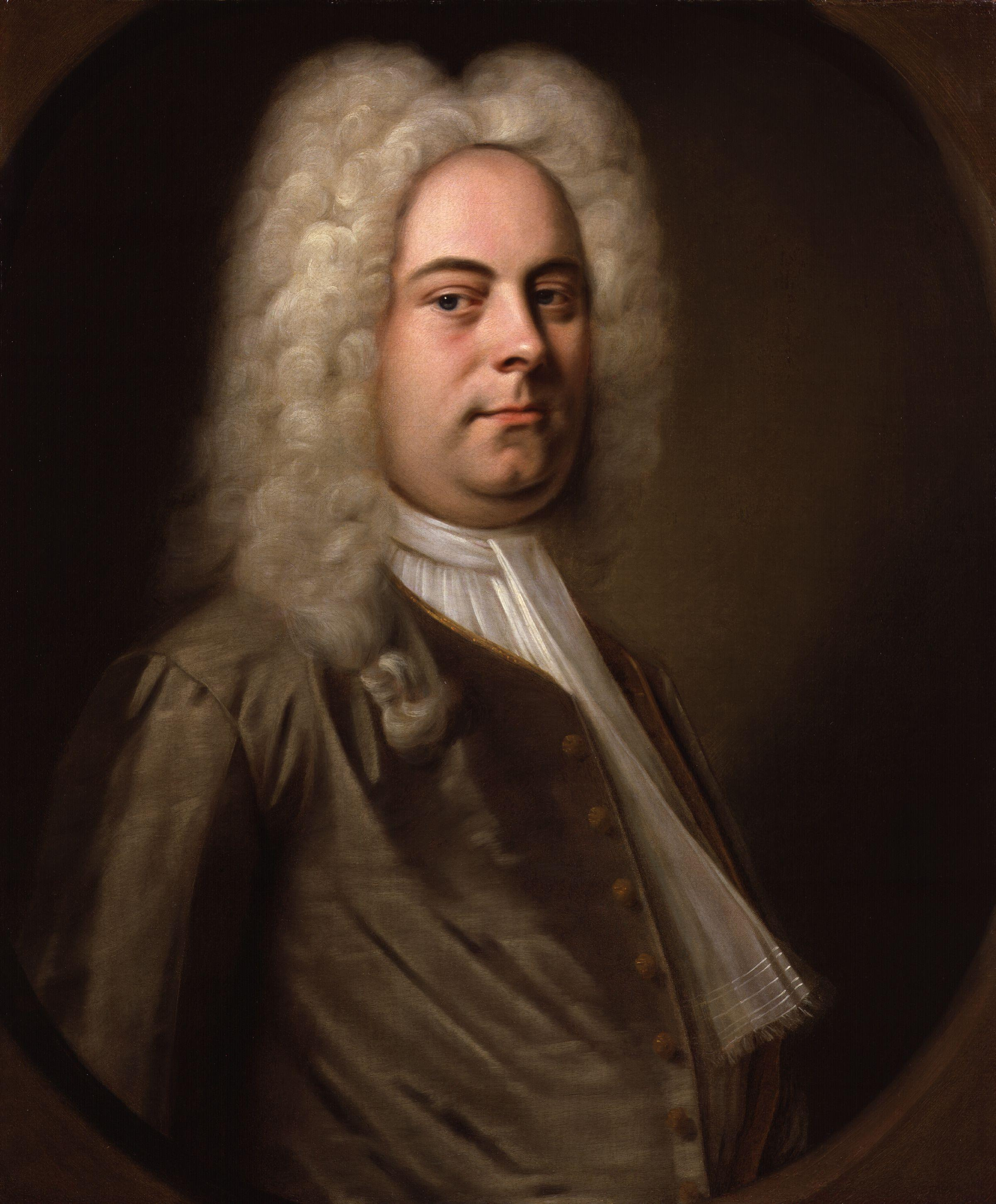
Georg Friedrich Händel († 14. dubna)

### Svět
- 12. ledna – Anna Hannoverská, britská princezna (* 2. listopadu 1709)
- 14. dubna – Georg Friedrich Händel, německý hudební skladatel (* 1685)
- 5. května – Řehoř Theny, tyrolský sochař a řezbář (* 12. března 1695)
- 27. července – Pierre Louis Maupertuis, francouzský filosof, matematik a přírodovědec (* 28. září 1698)
- 10. srpna – Ferdinand VI., španělský král (* 23. září 1713)
- 4. září – Alžběta Karolina Hannoverská, vnučka britského krále Jiřího II. (* 10. ledna 1741)
- 14. září – Louis-Joseph de Montcalm, francouzský šlechtic, velitel francouzských vojsk v Severní Americe za sedmileté války (* 28. února 1712)
- 27. října – Konstancja Czartoryska,  polsko-litevská šlechtična a matka krále Stanislava II. Augusta Poniatowského (* 29. ledna 1696)

## Hlavy států
- Francie – Ludvík XV. (1715–1774)

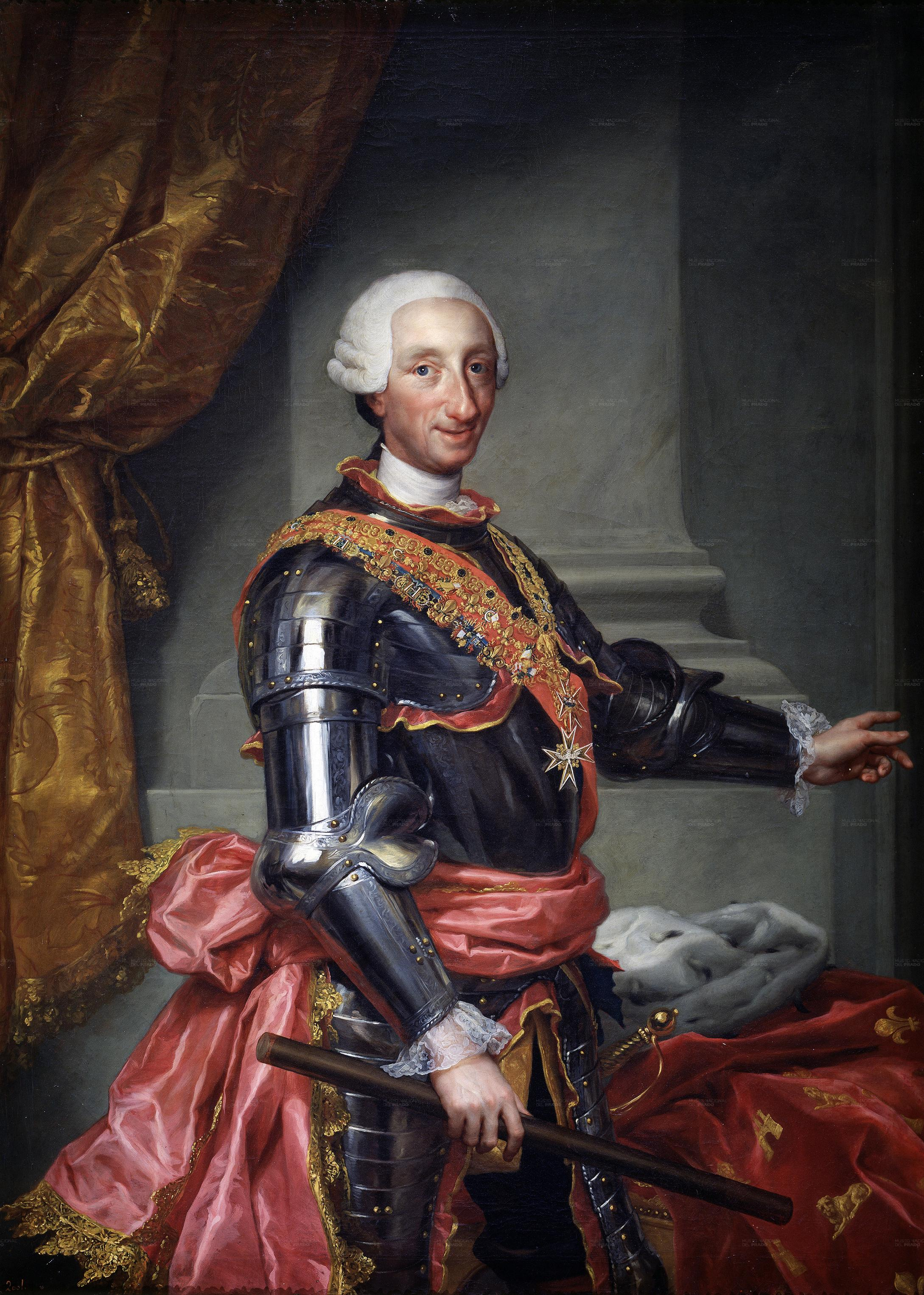
Španělským králem se stal Karel III.

- Habsburská monarchie – Marie Terezie (1740–1780)
- Osmanská říše – Mustafa III. (1757–1774)
- Polsko – August III. (1734–1763)
- Prusko – Fridrich II. (1740–1786)
- Rusko – Alžběta Petrovna (1741–1762)
- Španělsko – Ferdinand VI. (1746–1759) / Karel III. (1759–1788)
- Švédsko – Adolf I. Fridrich (1751–1771)
- Velká Británie – Jiří II. (1727–1760)
- Svatá říše římská – František I. Štěpán Lotrinský (1745–1765)
- Papež – Klement XIII. (1758–1769)
- Japonsko – Momozono (1747–1762)